# Filips V van Spanje
Filips V (Spaans: Felipe V; Frans: Philippe de France; Versailles, 19 december 1683 – Madrid, 9 juli 1746) was koning van Spanje van 15 november 1700 tot 15 januari 1724, toen hij troonsafstand deed ten gunste van zijn zoon Lodewijk en van 6 september 1724, toen hij de troon weer besteeg na de dood van zijn zoon, tot zijn eigen dood in 1746. Filips was het eerste lid van het Huis Bourbon dat als koning over Spanje heerste. De totale duur van zijn twee regeringsperioden, 45 jaar en 21 dagen, is de langste in de moderne Spaanse geschiedenis.
Vóór zijn koningschap over Spanje had hij een prominente plaats in de koninklijke familie van Frankrijk als een kleinzoon van koning Lodewijk XIV. Zijn vader, Lodewijk, de Grote Dauphin, had de sterkste genealogische aanspraak op de troon van Spanje toen die vrijkwam in 1700. Aangezien hij als grote dauphin en Filips' oudere broer, Lodewijk, hertog van Bourgondië, beiden beschikbaar moesten blijven voor de opvolging van Lodewijk XIV, benoemde de kinderloze koning Karel II van Spanje Filips als zijn erfgenaam in zijn testament. Er werd algemeen van uitgegaan dat een personele unie van Frankrijk en Spanje onder één vorst het Europese machtsevenwicht zou verstoren, zodat andere Europese machten stappen zouden ondernemen om dit te voorkomen.

## Familie

Het wapen van Filips, als koning van Spanje

Hij was de tweede zoon van Lodewijk, le Grand Dauphin en Maria Anna Victoria van Beieren. Hij was een jongere broer van Lodewijk, hertog van Bourgondië, en een oom van koning Lodewijk XV van Frankrijk. Filips was een oudere broer van Karel van Frankrijk, hertog van Berry.
Zijn grootouders aan vaderskant waren koning Lodewijk XIV van Frankrijk en koningin Maria Theresia van Oostenrijk. Zijn grootouders aan moederskant waren Ferdinand Maria van Beieren en Henriëtte Adelheid van Savoye, een dochter van hertog Victor Amadeus I van Savoye en Christina van Frankrijk.
Hij voerde eerst de titel hertog van Anjou. Na de dood van de Spaanse koning Karel II (1700) brak een strijd om de opvolging uit (Spaanse Successieoorlog). Via zijn grootmoeder was Filips pretendent voor een deel van het Spaanse Rijk, maar door het testament van Karel II van Spanje werd hij universeel erfgenaam.

## Koning van Spanje

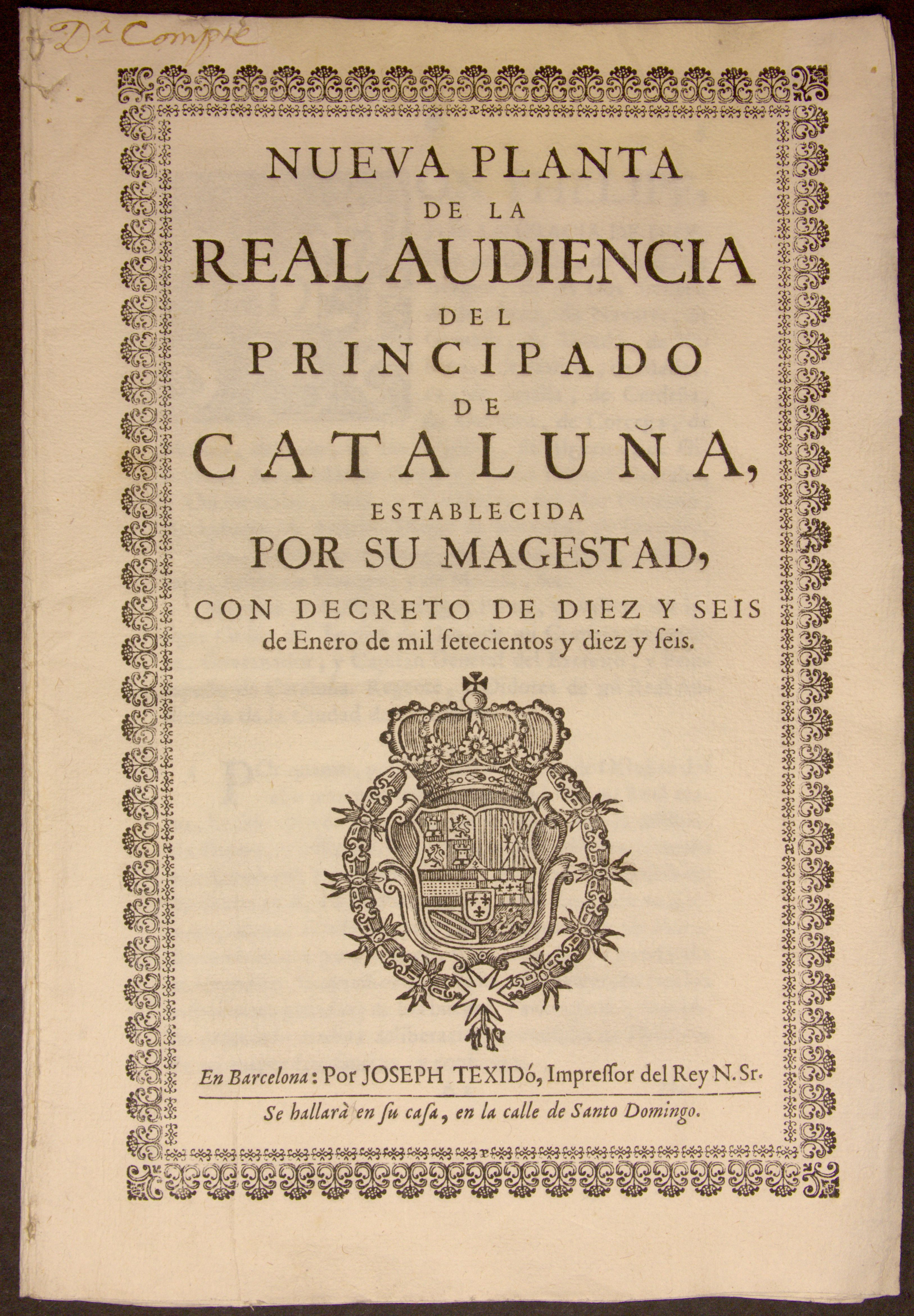
Het Decretos de Nueva Planta, dat het Catalaans als officiële taal verbood.

Bij de Vrede van Utrecht (1713) die een eind maakte aan de Spaanse Successieoorlog werd hij als koning van Spanje erkend. Daarbij werd uitdrukkelijk vastgelegd dat Filips' nakomelingen uitgesloten waren van de Franse troon; daarmee was het hoofddoel van de anti-Franse coalitie, het voorkomen van de vereniging van Frankrijk en Spanje onder één dynastie, bereikt. Het Spaanse imperium in Europa werd bovendien drastisch verkleind. Spanje werd gedwongen Gibraltar en het Mediterrane eiland Minorca af te staan aan Groot-Brittannië en moest de Spaanse Nederlanden, koninkrijk Napels, Milaan en Sardinië aan de Oostenrijkse Habsburgers opgeven. Het hertogdom Savoye kreeg stukken van de Milanese gebieden en het koninkrijk Sicilië. Filips was van nature traag en onzelfstandig; hij liet de regering over aan zijn respectievelijke gemalinnen Maria Louisa van Savoye (dochter van koning Victor Amadeus II van Sardinië) en Elisabetta Farnese, bijgestaan door zijn minister Alberoni. Dankzij Elisabetta kwamen het Koninkrijk Napels, Sicilië en het hertogdom Parma en Piacenza toe aan zijtakken van het Spaanse koningshuis. Op het Iberisch schiereiland kon hij Catalonië annexeren na de val van het kasteel van Cardona en vaardigde in 1714 het decreet van Nova Planta uit, waardoor de Catalaanse instellingen en de Generalitat de Catalunya afgeschaft werden en het Catalaans als administratieve taal verboden werd. Het eerste officiële koninkrijk Spanje ontstond.
De koning begunstigde de handel van Spanje met zijn Amerikaanse bezittingen. Tijdens deze Atlantische handel traden belangrijke figuren van de zeegeschiedenis van Spanje, waaronder Amaro Pargo, op de voorgrond. De monarch profiteerde vaak van de kaper met zijn commerciële en corsaire invallen.
In 1724 trad hij af ten gunste van zijn zoon Lodewijk, die echter nog datzelfde jaar stierf. Filips hielp zijn Bourbon-familieleden om gebieden te verkrijgen in de Poolse Successieoorlog en de Oostenrijkse Successieoorlog, hij veroverde Napels en Sicilië op Oostenrijk en in Noord-Afrika Oran op het Ottomaanse Rijk. Aan het einde van zijn regering verdedigden Spaanse troepen hun Amerikaanse gebieden met succes tegen een enorme Britse invasie tijdens de Oorlog om Jenkins' oor.
Koning Filips stierf op 9 juli 1746 in Madrid; Ferdinand, zijn vierde zoon uit zijn eerste huwelijk, volgde hem op als koning Ferdinand VI.

## Huwelijken en kinderen

### Eerste huwelijk
Op 2 november 1701 trouwde koning Filips V met Maria Louisa van Savoye, ze kregen vier zoons:
1. Lodewijk Filips van Spanje (25 augustus 1707 - 31 augustus 1724), koning van Spanje in 1724, met Louise Elisabeth van Orléans.
2. Filips (2 juli 1709 - 8 juli 1709).
3. Filips (7 juni 1712 - 29 december 1719), infant van Castilië.
4. Ferdinand (23 december 1713 - 10 augustus 1759), koning van Spanje van 1746 tot aan zijn dood in 1759.De familie van koning Filips V

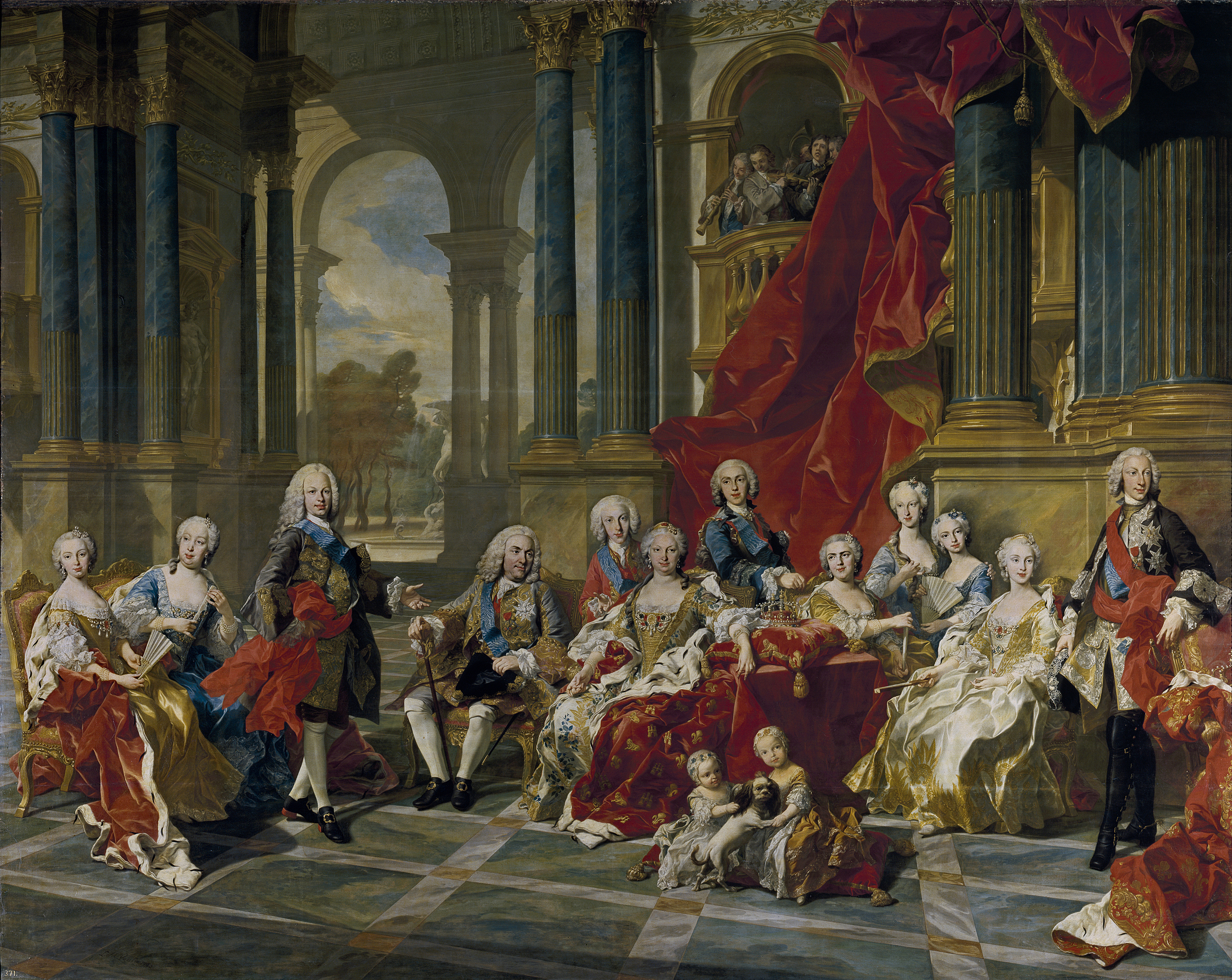
De familie van koning Filips V

### Tweede huwelijk
Op 24 december 1714 trouwde Filips V met Elisabetta Farnese van Parma, een dochter van Odoardo Farnese en Dorothea Sophia van Neuburg. Ze kregen zeven kinderen:
1. Karel van Spanje (20 januari 1716 - 14 december 1788), koning van Spanje van 1759 tot 1788.
2. Francisco van Spanje (21 maart 1717 - 21 april 1717).
3. Marianne Victoria van Spanje (31 maart 1718 - 15 januari 1781), getrouwd met koning Jozef I van Portugal.
4. Filips van Spanje, hertog van Parma (15 maart 1720 - 18 juli 1765), hertog van Parma, trouwde met Louise Elisabeth van Frankrijk een dochter van Lodewijk XV
5. Maria Teresa Antonia Rafaela van Spanje (11 juni 1726 - 22 juli 1746), eerste vrouw van Lodewijk Ferdinand en dauphine van Frankrijk.
6. Lodewijk Anton van Spanje (25 juli 1727 - 7 augustus 1785),  aartsbisschop van Toledo.
7. María Antonia van Spanje (17 november 1729 - 19 september 1785), getrouwd met Victor Amadeus III van Sardinië.

## Kwartierstaat (voorouders)
| Lodewijk XIII van Frankrijk (1601-1643) | Lodewijk XIII van Frankrijk (1601-1643) | Lodewijk XIII van Frankrijk (1601-1643) | Lodewijk XIII van Frankrijk (1601-1643) | Lodewijk XIII van Frankrijk (1601-1643) | Lodewijk XIII van Frankrijk (1601-1643) | Anna van Oostenrijk (1601-1666)        | Anna van Oostenrijk (1601-1666)        | Anna van Oostenrijk (1601-1666)        | Anna van Oostenrijk (1601-1666)        | Anna van Oostenrijk (1601-1666)    | Anna van Oostenrijk (1601-1666)    |                                    |                                    | Filips IV van Spanje (1605-1665)   | Filips IV van Spanje (1605-1665)   | Filips IV van Spanje (1605-1665)          | Filips IV van Spanje (1605-1665)          | Filips IV van Spanje (1605-1665)          | Filips IV van Spanje (1605-1665)          | Elisabeth van Frankrijk (1602-1644)       | Elisabeth van Frankrijk (1602-1644)       | Elisabeth van Frankrijk (1602-1644) | Elisabeth van Frankrijk (1602-1644) | Elisabeth van Frankrijk (1602-1644) | Elisabeth van Frankrijk (1602-1644) |                                 |                                 | Maximiliaan I van Beieren (1573-1651) | Maximiliaan I van Beieren (1573-1651) | Maximiliaan I van Beieren (1573-1651) | Maximiliaan I van Beieren (1573-1651) | Maximiliaan I van Beieren (1573-1651)    | Maximiliaan I van Beieren (1573-1651)    | Maria Anna van Oostenrijk (1610-1665)    | Maria Anna van Oostenrijk (1610-1665)    | Maria Anna van Oostenrijk (1610-1665)    | Maria Anna van Oostenrijk (1610-1665)    | Maria Anna van Oostenrijk (1610-1665)       | Maria Anna van Oostenrijk (1610-1665)       |                                             |                                             | Victor Amadeus I van Savoye (1587-1637)     | Victor Amadeus I van Savoye (1587-1637)     | Victor Amadeus I van Savoye (1587-1637)   | Victor Amadeus I van Savoye (1587-1637)   | Victor Amadeus I van Savoye (1587-1637)   | Victor Amadeus I van Savoye (1587-1637)   | Christina van Frankrijk (1606-1663)       | Christina van Frankrijk (1606-1663)       | Christina van Frankrijk (1606-1663) | Christina van Frankrijk (1606-1663) | Christina van Frankrijk (1606-1663) | Christina van Frankrijk (1606-1663) |  |  |  |  |  |  |  |  |  |  |  |  |  |  |  |  |  |  |  |  |  |  |  |  |  |  |  |  |  |  |  |  |  |  |  |  |  |  |  |  |  |  |  |  |  |  |  |  |
| Lodewijk XIII van Frankrijk (1601-1643) | Lodewijk XIII van Frankrijk (1601-1643) | Lodewijk XIII van Frankrijk (1601-1643) | Lodewijk XIII van Frankrijk (1601-1643) | Lodewijk XIII van Frankrijk (1601-1643) | Lodewijk XIII van Frankrijk (1601-1643) | Anna van Oostenrijk (1601-1666)        | Anna van Oostenrijk (1601-1666)        | Anna van Oostenrijk (1601-1666)        | Anna van Oostenrijk (1601-1666)        | Anna van Oostenrijk (1601-1666)    | Anna van Oostenrijk (1601-1666)    |                                    |                                    | Filips IV van Spanje (1605-1665)   | Filips IV van Spanje (1605-1665)   | Filips IV van Spanje (1605-1665)          | Filips IV van Spanje (1605-1665)          | Filips IV van Spanje (1605-1665)          | Filips IV van Spanje (1605-1665)          | Elisabeth van Frankrijk (1602-1644)       | Elisabeth van Frankrijk (1602-1644)       | Elisabeth van Frankrijk (1602-1644) | Elisabeth van Frankrijk (1602-1644) | Elisabeth van Frankrijk (1602-1644) | Elisabeth van Frankrijk (1602-1644) |                                 |                                 | Maximiliaan I van Beieren (1573-1651) | Maximiliaan I van Beieren (1573-1651) | Maximiliaan I van Beieren (1573-1651) | Maximiliaan I van Beieren (1573-1651) | Maximiliaan I van Beieren (1573-1651)    | Maximiliaan I van Beieren (1573-1651)    | Maria Anna van Oostenrijk (1610-1665)    | Maria Anna van Oostenrijk (1610-1665)    | Maria Anna van Oostenrijk (1610-1665)    | Maria Anna van Oostenrijk (1610-1665)    | Maria Anna van Oostenrijk (1610-1665)       | Maria Anna van Oostenrijk (1610-1665)       |                                             |                                             | Victor Amadeus I van Savoye (1587-1637)     | Victor Amadeus I van Savoye (1587-1637)     | Victor Amadeus I van Savoye (1587-1637)   | Victor Amadeus I van Savoye (1587-1637)   | Victor Amadeus I van Savoye (1587-1637)   | Victor Amadeus I van Savoye (1587-1637)   | Christina van Frankrijk (1606-1663)       | Christina van Frankrijk (1606-1663)       | Christina van Frankrijk (1606-1663) | Christina van Frankrijk (1606-1663) | Christina van Frankrijk (1606-1663) | Christina van Frankrijk (1606-1663) |  |  |  |  |  |  |  |  |  |  |  |  |  |  |  |  |  |  |  |  |  |  |  |  |  |  |  |  |  |  |  |  |  |  |  |  |  |  |  |  |  |  |  |  |  |  |  |  |
|                                         |                                         |                                         |                                         |                                         |                                         |                                        |                                        |                                        |                                        |                                    |                                    |                                    |                                    |                                    |                                    |                                           |                                           |                                           |                                           |                                           |                                           |                                     |                                     |                                     |                                     |                                 |                                 |                                       |                                       |                                       |                                       |                                          |                                          |                                          |                                          |                                          |                                          |                                             |                                             |                                             |                                             |                                             |                                             |                                           |                                           |                                           |                                           |                                           |                                           |                                     |                                     |                                     |                                     |  |  |  |  |  |  |  |  |  |  |  |  |  |  |  |  |  |  |  |  |  |  |  |  |  |  |  |  |  |  |  |  |  |  |  |  |  |  |  |  |  |  |  |  |  |  |  |  |
|                                         |                                         |                                         |                                         | Lodewijk XIV van Frankrijk (1638-1715)  | Lodewijk XIV van Frankrijk (1638-1715)  | Lodewijk XIV van Frankrijk (1638-1715) | Lodewijk XIV van Frankrijk (1638-1715) | Lodewijk XIV van Frankrijk (1638-1715) | Lodewijk XIV van Frankrijk (1638-1715) |                                    |                                    |                                    |                                    |                                    |                                    | Maria Theresia van Oostenrijk (1638-1683) | Maria Theresia van Oostenrijk (1638-1683) | Maria Theresia van Oostenrijk (1638-1683) | Maria Theresia van Oostenrijk (1638-1683) | Maria Theresia van Oostenrijk (1638-1683) | Maria Theresia van Oostenrijk (1638-1683) |                                     |                                     |                                     |                                     |                                 |                                 |                                       |                                       |                                       |                                       | Ferdinand Maria van Beieren) (1636-1679) | Ferdinand Maria van Beieren) (1636-1679) | Ferdinand Maria van Beieren) (1636-1679) | Ferdinand Maria van Beieren) (1636-1679) | Ferdinand Maria van Beieren) (1636-1679) | Ferdinand Maria van Beieren) (1636-1679) |                                             |                                             |                                             |                                             |                                             |                                             | Henriëtte Adelheid van Savoye (1636-1676) | Henriëtte Adelheid van Savoye (1636-1676) | Henriëtte Adelheid van Savoye (1636-1676) | Henriëtte Adelheid van Savoye (1636-1676) | Henriëtte Adelheid van Savoye (1636-1676) | Henriëtte Adelheid van Savoye (1636-1676) |                                     |                                     |                                     |                                     |  |  |  |  |  |  |  |  |  |  |  |  |  |  |  |  |  |  |  |  |  |  |  |  |  |  |  |  |  |  |  |  |  |  |  |  |  |  |  |  |  |  |  |  |  |  |  |  |
|                                         |                                         |                                         |                                         | Lodewijk XIV van Frankrijk (1638-1715)  | Lodewijk XIV van Frankrijk (1638-1715)  | Lodewijk XIV van Frankrijk (1638-1715) | Lodewijk XIV van Frankrijk (1638-1715) | Lodewijk XIV van Frankrijk (1638-1715) | Lodewijk XIV van Frankrijk (1638-1715) |                                    |                                    |                                    |                                    |                                    |                                    | Maria Theresia van Oostenrijk (1638-1683) | Maria Theresia van Oostenrijk (1638-1683) | Maria Theresia van Oostenrijk (1638-1683) | Maria Theresia van Oostenrijk (1638-1683) | Maria Theresia van Oostenrijk (1638-1683) | Maria Theresia van Oostenrijk (1638-1683) |                                     |                                     |                                     |                                     |                                 |                                 |                                       |                                       |                                       |                                       | Ferdinand Maria van Beieren) (1636-1679) | Ferdinand Maria van Beieren) (1636-1679) | Ferdinand Maria van Beieren) (1636-1679) | Ferdinand Maria van Beieren) (1636-1679) | Ferdinand Maria van Beieren) (1636-1679) | Ferdinand Maria van Beieren) (1636-1679) |                                             |                                             |                                             |                                             |                                             |                                             | Henriëtte Adelheid van Savoye (1636-1676) | Henriëtte Adelheid van Savoye (1636-1676) | Henriëtte Adelheid van Savoye (1636-1676) | Henriëtte Adelheid van Savoye (1636-1676) | Henriëtte Adelheid van Savoye (1636-1676) | Henriëtte Adelheid van Savoye (1636-1676) |                                     |                                     |                                     |                                     |  |  |  |  |  |  |  |  |  |  |  |  |  |  |  |  |  |  |  |  |  |  |  |  |  |  |  |  |  |  |  |  |  |  |  |  |  |  |  |  |  |  |  |  |  |  |  |  |
|                                         |                                         |                                         |                                         |                                         |                                         |                                        |                                        |                                        |                                        | Lodewijk van Frankrijk (1661-1711) | Lodewijk van Frankrijk (1661-1711) | Lodewijk van Frankrijk (1661-1711) | Lodewijk van Frankrijk (1661-1711) | Lodewijk van Frankrijk (1661-1711) | Lodewijk van Frankrijk (1661-1711) |                                           |                                           |                                           |                                           |                                           |                                           |                                     |                                     |                                     |                                     |                                 |                                 |                                       |                                       |                                       |                                       |                                          |                                          |                                          |                                          |                                          |                                          | Maria Anna Victoria van Beieren (1660-1690) | Maria Anna Victoria van Beieren (1660-1690) | Maria Anna Victoria van Beieren (1660-1690) | Maria Anna Victoria van Beieren (1660-1690) | Maria Anna Victoria van Beieren (1660-1690) | Maria Anna Victoria van Beieren (1660-1690) |                                           |                                           |                                           |                                           |                                           |                                           |                                     |                                     |                                     |                                     |  |  |  |  |  |  |  |  |  |  |  |  |  |  |  |  |  |  |  |  |  |  |  |  |  |  |  |  |  |  |  |  |  |  |  |  |  |  |  |  |  |  |  |  |  |  |  |  |
|                                         |                                         |                                         |                                         |                                         |                                         |                                        |                                        |                                        |                                        | Lodewijk van Frankrijk (1661-1711) | Lodewijk van Frankrijk (1661-1711) | Lodewijk van Frankrijk (1661-1711) | Lodewijk van Frankrijk (1661-1711) | Lodewijk van Frankrijk (1661-1711) | Lodewijk van Frankrijk (1661-1711) |                                           |                                           |                                           |                                           |                                           |                                           |                                     |                                     |                                     |                                     |                                 |                                 |                                       |                                       |                                       |                                       |                                          |                                          |                                          |                                          |                                          |                                          | Maria Anna Victoria van Beieren (1660-1690) | Maria Anna Victoria van Beieren (1660-1690) | Maria Anna Victoria van Beieren (1660-1690) | Maria Anna Victoria van Beieren (1660-1690) | Maria Anna Victoria van Beieren (1660-1690) | Maria Anna Victoria van Beieren (1660-1690) |                                           |                                           |                                           |                                           |                                           |                                           |                                     |                                     |                                     |                                     |  |  |  |  |  |  |  |  |  |  |  |  |  |  |  |  |  |  |  |  |  |  |  |  |  |  |  |  |  |  |  |  |  |  |  |  |  |  |  |  |  |  |  |  |  |  |  |  |
|                                         |                                         |                                         |                                         |                                         |                                         |                                        |                                        |                                        |                                        |                                    |                                    |                                    |                                    |                                    |                                    |                                           |                                           |                                           |                                           |                                           |                                           |                                     |                                     |                                     |                                     |                                 |                                 |                                       |                                       |                                       |                                       |                                          |                                          |                                          |                                          |                                          |                                          |                                             |                                             |                                             |                                             |                                             |                                             |                                           |                                           |                                           |                                           |                                           |                                           |                                     |                                     |                                     |                                     |  |  |  |  |  |  |  |  |  |  |  |  |  |  |  |  |  |  |  |  |  |  |  |  |  |  |  |  |  |  |  |  |  |  |  |  |  |  |  |  |  |  |  |  |  |  |  |  |
|                                         |                                         |                                         |                                         |                                         |                                         |                                        |                                        |                                        |                                        |                                    |                                    |                                    |                                    |                                    |                                    |                                           |                                           |                                           |                                           |                                           |                                           |                                     |                                     |                                     |                                     |                                 |                                 |                                       |                                       |                                       |                                       |                                          |                                          |                                          |                                          |                                          |                                          |                                             |                                             |                                             |                                             |                                             |                                             |                                           |                                           |                                           |                                           |                                           |                                           |                                     |                                     |                                     |                                     |  |  |  |  |  |  |  |  |  |  |  |  |  |  |  |  |  |  |  |  |  |  |  |  |  |  |  |  |  |  |  |  |  |  |  |  |  |  |  |  |  |  |  |  |  |  |  |  |
|                                         |                                         |                                         |                                         |                                         |                                         |                                        |                                        |                                        |                                        |                                    |                                    |                                    |                                    | Lodewijk van Frankrijk (1682-1712) | Lodewijk van Frankrijk (1682-1712) | Lodewijk van Frankrijk (1682-1712)        | Lodewijk van Frankrijk (1682-1712)        | Lodewijk van Frankrijk (1682-1712)        | Lodewijk van Frankrijk (1682-1712)        |                                           |                                           |                                     |                                     | Filips V van Spanje (1683–1746)     | Filips V van Spanje (1683–1746)     | Filips V van Spanje (1683–1746) | Filips V van Spanje (1683–1746) | Filips V van Spanje (1683–1746)       | Filips V van Spanje (1683–1746)       |                                       |                                       |                                          |                                          | Karel van Frankrijk (1686-1714)          | Karel van Frankrijk (1686-1714)          | Karel van Frankrijk (1686-1714)          | Karel van Frankrijk (1686-1714)          | Karel van Frankrijk (1686-1714)             | Karel van Frankrijk (1686-1714)             |                                             |                                             |                                             |                                             |                                           |                                           |                                           |                                           |                                           |                                           |                                     |                                     |                                     |                                     |  |  |  |  |  |  |  |  |  |  |  |  |  |  |  |  |  |  |  |  |  |  |  |  |  |  |  |  |  |  |  |  |  |  |  |  |  |  |  |  |  |  |  |  |  |  |  |  |